# Beata Kollmats

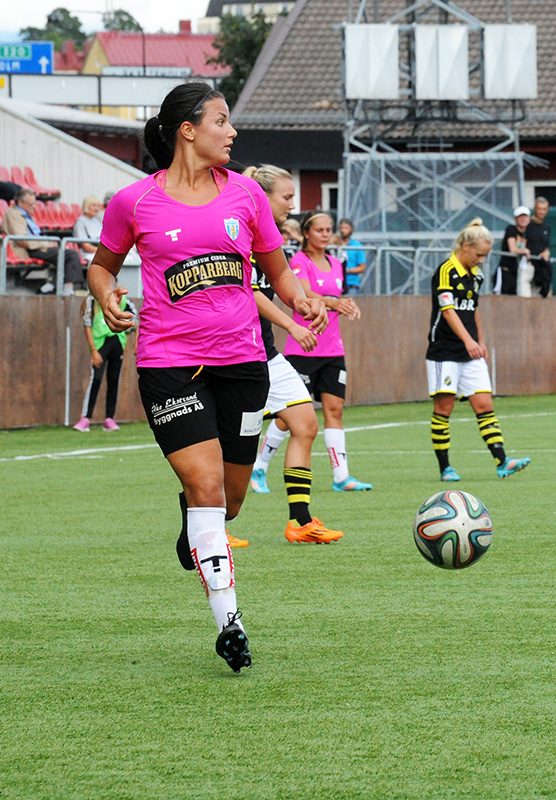
Beata Kollmats auf dem Spielfeld gegen AIK Solna im August 2014

Beata Kollmats (* 6. Juli 1992) ist eine schwedische Fußballspielerin.

## Sportlicher Werdegang
Kollmats begann mit dem Fußballspielen beim IF Böljan. Vor Beginn der Spielzeit 2011 wechselte sie zu Kopparbergs/Göteborg FC in die Damallsvenskan. Dort war sie anfangs nur Ergänzungsspielerin und kam in den ersten Jahren nur vereinzelt zum Einsatz, als der Klub zweimal den Landespokal gewann. Zwischenzeitlich zur Stammspielerin und später Mannschaftskapitänin aufgestiegen, gewann die Abwehrspielerin am Ende der Spielzeit 2020 den Meistertitel. Nachdem der Klub dennoch zum Jahresende den Spielbetrieb einstellen wollte, wechselten die Frauenfußballer zum bisher reinen Männerfußballklub BK Häcken. Unter neuem Namen wurde sie mit dem Verein hinter dem Malmöer Spitzenklub FC Rosengård Vizemeister.
Im Januar 2022 verließ Kollmats ihr Geburtsland und schloss sich AS Rom an, wo sie einen bis 2023 laufenden Vertrag unterzeichnete.